# Lake City (Iowa)
Pour les articles homonymes, voir Lake City.
Lake City est une ville du comté de Calhoun dans l'Iowa, aux États-Unis. Sa population était de 1 731 habitants au recensement de 2020[2]. Le panneau d'entrée dans la ville proclame fièrement que Lake City a « tout sauf un lac ».

## Histoire
Lake City a été fondée en 1856 et tire son nom du ruisseau Lake (en). La ville s'est développée avec l'arrivée du chemin de fer en 1881. Le 9 juin 1954, la ville a été frappée par une tornade de catégorie F4, faisant un mort. Le 14 juillet 2021, la ville a été frappée par une tornade de catégorie EF3.

## Économie
L'entreprise Dobson Pipe Organ Builders (en), qui fabrique et restaure des orgues à tuyaux, est située à Lake City.
Lake City compte également de nombreuses petites entreprises, dont une quincaillerie, un centre de remise en forme, des restaurants, des magasins et un théâtre. Le Stewart Memorial Community Hospital, un hôpital d'accès critique de 25 lits, est le plus grand employeur de Lake City avec 291 employés.